# میل می-۱۰
میل می-۱۰ ( نام گزارش ناتو Harke)، با شماره محصول izdeliye 60 ، یک هلیکوپتر حمل و نقل نظامی متعلق به شوروی با پیکربندی جرثقیل پرنده است که از توسعه میل می-۶ ساخته شده و در سال ۱۹۶۳ وارد خدمت شد. 

## کاربران
روسیه
- یوتی‌ایر اوییشن [۲]

### کاربران سابق
اتحاد جماهیر شوروی
- آئروفلوت[۳][۴]
- نیروی هوایی شوروی[۵][۶]

## مشخصات فنی (می-۱۰)
داده‌ها از Jane's All The World's Aircraft 1975–76 & Mil's heavylift helicopters : Mi-6, Mi-10, V-12 and Mi-26 
ویژگی‌های عمومی
- خدمه: ۴ یا ۵ (خلبان، کمک خلبان، مهندس پرواز، ناوبر/اپراتور رادیویی و تکنسین اختیاری)
- ظرفیت: 

  - ۲۸ مسافر یا
  - ۳ تن (۳٬۰۰۰ کیلوگرم؛ ۶٬۶۰۰ پوند) داخلی
  - تا ۱۵ تن (۱۵٬۰۰۰ کیلوگرم؛ ۳۳٬۰۰۰ پوند) محموله روی پلت فرم یا
  - ۸ تن (۸٬۰۰۰ کیلوگرم؛ ۱۸٬۰۰۰ پوند) max slung payload
- طول: ۳۲٫۸۶ متر (۱۰۷ فوت ۱۰ اینچ) , می-۱۰کی ۳۲٫۴ متر (۱۰۶ فوت ۴ اینچ) بدون در نظر گرفتن ملخ‌ها
- وزن خالی: ۲۷٬۱۰۰ کیلوگرم (۵۹٬۷۴۵ پوند) , می-۱۰کی ۲۵٬۴۵۰ کیلوگرم (۵۶٬۱۱۰ پوند)
- وزن ناخالص: ۴۳٬۵۵۰ کیلوگرم (۹۶٬۰۱۱ پوند) , می-۱۰کی ۳۷٬۰۰۰ کیلوگرم (۸۲٬۰۰۰ پوند)
- بیشترین وزن برخاست: ۴۳٬۷۰۰ کیلوگرم (۹۶٬۳۴۲ پوند) , می-۱۰کی ۳۸٬۰۰۰ کیلوگرم (۸۴٬۰۰۰ پوند)
- فاصله از زمین در زیر بدنه: ۳٫۷۵ متر (۱۲ فوت ۴ اینچ)
- پیشرانه: ۲ عدد موتور توربوشفت Soloviev D-25V، ۴٬۱۰۰ کیلووات (۵٬۵۰۰ اسب بخار) در هر موتور
- قطر روتور اصلی:  ۳۵ متر (۱۱۴ فوت ۱۰ اینچ)
- مساحت روتور اصلی: ۹۶۲ متر مربع (۱۰٬۳۵۰ فوت مربع)

عملکرد
- حداکثر سرعت: ۳۳۵ کیلومتر بر ساعت (۲۰۸ مایل بر ساعت، ۱۸۱ گره) , می-۱۰کی ۳۵۰ کیلومتر بر ساعت (۲۲۰ مایل بر ساعت؛ ۱۹۰ گره)
- سرعت کروز: ۱۸۰ کیلومتر بر ساعت (۱۱۰ مایل بر ساعت، ۹۷ گره) , می-۱۰کی ۲۲۸ کیلومتر بر ساعت (۱۴۲ مایل بر ساعت؛ ۱۲۳ گره)
- بُرد: ۴۳۰ کیلومتر (۲۷۰ مایل، ۲۳۰ مایل دریایی) , می-۱۰کی ۵۰۰ کیلومتر بر ساعت (۳۱۰ مایل بر ساعت؛ ۲۷۰ گره)
- بارگیری دیسک: ۴۵٫۲۷ کیلوگرم بر متر مربع (۹٫۲۷ پوند بر فوت مربع) , می-۱۰کی - 38.46 kg/m2 (7.87 lb/sqft) در AUW نرمال
- سقف پرواز عمودی بدون اثر زمین: می-۱۰ ۳٬۰۰۰ متر (۹٬۸۰۰ فوت), می-۱۰کی ۱٬۰۰۰ متر (۳٬۳۰۰ فوت)
- سقف پرواز عمودی با اثر زمین: می-۱۰کی ۳٬۰۰۰ متر (۹٬۸۰۰ فوت)
- سقف پرواز دینامیک: می-۱۰کی ۴٬۷۵۰ متر (۱۵٬۵۸۰ فوت)

## همچنین ببینید
توسعه های مرتبط
- میل می-۶

هواگردهای با عملکرد، پیکربندی یا دوره زمانی مشابه
- سیکورسکی سی‌اچ-۵۴ تارهه / سیکورسکی اس-۶۴ اسکای‌کرین
- بوئینگ سی‌اچ-۴۷ شینوک